# Colluricincla
Colluricincla es un género de aves paseriformes de la familia Pachycephalidae. Sus especies se distribuyen por Australia, Nueva Guinea e islas cercanas.

## Especies
Se reconocen las siguientes especies:
- Colluricincla boweri – picanzo de Bower.
- Colluricincla tenebrosa – picanzo de Palau.
- Colluricincla megarhyncha – picanzo chico.
- Colluricincla harmonica – picanzo gris.
- Colluricincla woodwardi – picanzo roquero.